# Зов ада
«Зов ада» (англ. Hellbound, кор. 지옥, 地獄, Jiok, Чиок) — южнокорейский сериал режиссёра Ён Сан Хо, основанный на его собственном одноимённом вебтуне. Первой работой по мотивам этого произведения стал 11-минутный короткометражный фильм, снятый Ён Сан Хо в 2002 году. Сериал представляет собой оригинальный проект компании Netflix сюжет которого посвящён сверхъестественным существам, забирающим людей в ад. Главные роли исполнили: Ю А Ин, Ким Хён Чжу, Пак Чон Мин, Вон Джин А и Ян Ик Джун.
Премьера пилотного эпизода сериала состоялась на Международном кинофестивале в Торонто в 2021 году в специальной конкурсной программе Primetime — став первой корейской дорамой, попавшей на этот фестиваль. 19 ноября 2021 года сериал был выпущен на Netflix и на следующий же день после выхода стал самым просматриваемым сериалом платформы, превзойдя «Игру в кальмара», выпущенную двумя месяцами ранее в Сингапуре.
Второй сезон был взят в качестве одного из шести драматических сериалов в секцию On Screen на 29-м Международном кинофестивале в Пусане. Он был выпущен 25 октября 2024 года.

## Сюжет
Действие сериала происходит в 2022–2027 годах в Южной Корее. Внезапно в воздухе начинает материализоваться потустороннее существо в виде лица ("ангел"), которое даёт пророчества ("указы") людям, обречённым отправиться в ад в определённое время, либо через секунды, либо через годы. Три огромных чудовищных существа появляются почти в одно и то же время, чтобы растерзать и сжечь тело человека в своего рода зрелищном показе силы ("демонстрация"). Две организации, похожее на культ Общество Новой Истины и похожая на банду группа Острие, получают власть, играя на страхах людей.

## В ролях

### Основные персонажи
- Ю А Ин (1-й сезон) и Ким Сон Чхоль (2-й сезон) — Чон Джин Су, глава культа зарождающейся религии «Общество Новой Истины»[11]
  - Пак Сан Хун — Чон Джин Су (в молодости)[12]
- Ким Хён Чжу[англ.] — адвокат Мин Хе Чжин[13]
- Пак Чон Мин — Пэ Ён Чже, продюсер радиостанции[14]
- Вон Джин А — Сон Со Хён, жена Пэ Ён Чже[15]
- Ян Ик Джун[англ.] — детектив Джин Кён Хун

### Второстепенные персонажи
- Ким До Юн — Ли Дон Ук, стример и член «Острия»
- Ким Син Рок[англ.] — Пак Чон Чжа, мать-одиночка, подвергшаяся первой публичной "демонстрации"
- Ли Ре — Джин Хи Чжон, дочь Джин Кён Хуна
- Рю Кён Су[англ.] — Ю Джи, жрец «Новой Истины»
- Ким Ми Су[англ.] — Ён Ин, дьякон «Новой Истины»
- Ли Дон Хи — председатель Ким Чон Чхиль
- Ча Си Вон — Сачхон, дьякон «Новой Истины»
- Им Хён Гук — Гон Хён, профессор социологии и лидер контрорганизации «Содо»
- Ким Хён[англ.] — член Церкви
- Лим Сон Чжэ — член «Содо»
- Хон Ый Чжун — лидер «Содо»

### Специально приглашённые звёзды
- Чон Джи Со[англ.] — "Ангел"
- Мун Гын Ён — учительница
- Мун Со Ри[англ.]
- Чжо Дон Ин

## Эпизоды
| Сезон | Серии | Серии | Даты показа     | Даты показа     | Дата премьеры  |
| ----- | ----- | ----- | --------------- | --------------- | -------------- |
| 1     | 6     | 6     | 19 ноября 2021  | 19 ноября 2021  | Пятница, 17:00 |
| 2     | 6     | 6     | 25 октября 2024 | 25 октября 2024 | Пятница, 15:00 |

### Сезон 1
| № общий | № в сезоне | Режиссёр  | Автор сценария          | Дата премьеры  |
| ------- | ---------- | --------- | ----------------------- | -------------- |
| 1       | 1          | Ён Сан Хо | Ён Сан Хо и Чхве Гю Сок | 19 ноября 2021 |
| 2       | 2          | Ён Сан Хо | Ён Сан Хо и Гю Сок      | 19 ноября 2021 |
| 3       | 3          | Ён Сан Хо | Ён Сан Хо и Гю Сок      | 19 ноября 2021 |
| 4       | 4          | Ён Сан Хо | Ён Сан Хо и Гю Сок      | 19 ноября 2021 |
| 5       | 5          | Ён Сан Хо | Ён Сан Хо и Гю Сок      | 19 ноября 2021 |
| 6       | 6          | Ён Сан Хо | Ён Сан Хо и Гю Сок      | 19 ноября 2021 |

### Сезон 2
| № общий | № в сезоне | Режиссёр  | Автор сценария     | Дата премьеры   |
| ------- | ---------- | --------- | ------------------ | --------------- |
| 7       | 1          | Ён Сан Хо | Ён Сан Хо и Гю Сок | 25 октября 2024 |
| 8       | 2          | Ён Сан Хо | Ён Сан Хо и Гю Сок | 25 октября 2024 |
| 9       | 3          | Ён Сан Хо | Ён Сан Хо и Гю Сок | 25 октября 2024 |
| 10      | 4          | Ён Сан Хо | Ён Сан Хо и Гю Сок | 25 октября 2024 |
| 11      | 5          | Ён Сан Хо | Ён Сан Хо и Гю Сок | 25 октября 2024 |
| 12      | 6          | Ён Сан Хо | Ён Сан Хо и Гю Сок | 25 октября 2024 |

## Производство
Концепция началась с 11-минутного анимационного короткометражного фильма под названием Hell (지옥), написанного и нарисованного Ён Сан Хо в 2002 году, который был расширен в 2003 году (путём добавления второй части) до 34-минутной короткометражки под названием Hell: Two Lives (지옥: 두개의 삶). За этим последовала вебтун-версия под названием Hellbound, опубликованная между 2009 и 2011 годами.
В апреле 2020 года Netflix одобрил производство оригинального сериала, основанного на вебтуне. Ён был приглашён в проект в качестве режиссёра.

### Первый сезон
В конце июля Ю А Ин, Ким Хён Чжу, Пак Чон Мин, Вон Джин А, Ян Ик Джун, Ким Син Рок, Ким Ми Су и Ли Ре были утверждены на различные роли в сериале.
Сериал снимался на студии "Cube Indoor Studio" с августа 2020 по январь 2021 года. Старые здания правительства провинции Чхуннам в Сонхва Доне, округ Чунку и миссионерская деревня университета Ханнам в округе Тэдок были использованы как съёмочные площадки. 25 февраля 2021 года режиссёр и актёрский состав "«Зов ада»" представили сериал на роуд-шоу Netflix.

### Второй сезон
24 сентября 2022 года руководство Netflix подтвердило выход второго сезона. 2 марта 2023 года появилась информация, что Ким Сон Чхоль заменит Ю А Ина в связи со скандалом в употребление наркотиков. Ким Хён Чжу, Ким Син Рок, Ян Ик Джун, Ли Дон Хи и Ли Ре вернулись к своим ролям во втором сезоне. Также, а актёрскому составу присоединились Ян Дон Гын, Лим Сон Чжэ, Чжо Дон Ин и Мун Гын Ён. 12 июня 2023 года было объявлено, что Ян Дон Гын выбыл из сериала по личным обстоятельствам, его заменил Хон Ый Чжун.

## Премьера
Мировая премьера сериала состоялась на Международном кинофестивале в Торонто в 2021 году, когда первые три эпизода первого сезона были показаны в конкурсной программе Primetime 9 сентября 2021 года, и он стал первой корейской дорамой, попавшей на фестиваль. Первые три эпизода также были показаны 7 октября 2021 года на 26-м Международном кинофестивале в Пусане в недавно созданной секции On Screen и на 65-м Лондонском кинофестивале в секции Thrill 15 октября 2021 года. Все шесть эпизодов первого сезона были выпущены на Netflix 19 ноября 2021 года.
Второй сезон сериала был взят в качестве одного из шести драматических сериалов в секцию On Screen 29-го Пусанского международного кинофестиваля, который прошёл со 2 по 11 октября 2024 года, где состоялась мировая премьера трёх из шести эпизодов. Все шесть эпизодов второго сезона были выпущены 25 октября 2024 года.

## Отзывы критиков
Рейтинг сериала на сайте-агрегаторе Rotten Tomatoes составляет 97% со средней оценкой 7/10 на основе 33 обзоров. Консенсус критиков гласит: «Вызванный дьявольским воображением сценариста и режиссёра Ён Сан Хо, «Зов ада» использует свою ужасающую концепцию для вдумчивого исследования человеческой склонности к ошибкам».
На сайте Metacritic сериал имеет рейтинг в 66 баллов из 100 возможных на основании 5 рецензий критиков.
По данным The Guardian «Зов ада» возглавил топ самых популярных сериалов Netflix в 80 странах спустя 24 часа после премьеры, тем самым сместив «Игру в кальмара» с первой строчки в списке самых просматриваемых проектов стримингового сервиса.
Ник Аллен из RogerEbert.com дал сериалу положительный отзыв, похвалив то, как шоу смешало приземлённый ужас с вдумчивыми дискуссиями о грехе. Он написал: «Трио монстров гнева может быть абсурдным, но безумие внутри «Зова ада» чрезвычайно правдоподобно». Кайли Нортовер из The Age, дала 4 звезды из 5 и высоко оценила повествование сериала, написав: «Повествование неуклонно развивается в захватывающую смесь полицейского процессуального, жестокого ужаса и проницательных комментариев вокруг идей человеческих недостатков, смертности, греха, справедливости и влияния СМИ». Ссылаясь на сериал «Оставленные», она считает, что «Зов ада» показывает чувствительность как «поиск человечеством цели перед лицом божественного, но его исследование противоречивых способов, которыми человечество может реагировать на такое массовое событие, кажется чем-то, с чем мы все можем, в небольшой степени, соотнести себя после пандемии».
Эд Пауэр из The Telegraph оценил сериал в 3 звезды из 5, написав: «Сюжет сериала разворачивается как смесь «Код да Винчи» Клайва Баркера и культового японского фильма ужасов «Звонок». Ким Сон Хён из YTN написал об «игре актёров, которые делают реальность ада, которую режиссёр прочно создал таким образом, более гладкой», добавив что, «хотя компьютерная графика оставляет небольшое разочарование, «Зов ада» — это работа, которая создаёт достаточно глубокое впечатление, чтобы компенсировать это. Кажется, нет никаких сомнений, что сериал станет самой обсуждаемой работой этой зимы». Абишек Шривастава из The Times of India оценил сериал на 4 звезды из 5 и похвалил повествование и актёрскую игру, заявив: «Сериал создаёт множество сюрпризов в своих повествованиях и демонстрирует превосходную актёрскую игру, которая подчеркивает драму на контрастах между его персонажами». О сюжете Шривастава сказал: «В аккуратном, захватывающем сюжетном повороте шоу переносится на несколько лет вперёд, привнося новый слой персонажей, сценариев и ситуаций...». Завершая свой обзор, он сказал: «Зов ада» — это не триллер ужасов или криминальная драма. Скорее он сочетает в себе элементы разных жанров, чтобы создать очень захватывающее шоу, где человеческое поведение подвергается пристальному вниманию»". Джеффри Чжан из "Strange Harbors" оценил сериал на B+ и заявил: «Зов ада» обнаруживает сложную моральную нить под своей фантасмагорией — тщательно продуманный и удивительно интроспективный триллер, даже когда он спотыкается в своём тематическом жонглировании».

### Сравнение с «Игрой в кальмара»
Стюарт Херитейдж из "The Guardian", комментируя сравнение с сериалом «Игра в кальмара», написал: «Зов ада» — это действительно исключительная драма, завёрнутая только в самые лёгкие жанровые острые ощущения. Сейчас он может оказаться в центре внимания «Игры в кальмара», но я гарантирую, что из этих двух шоу именно о нём будут говорить и через десятилетие»".